# ∞-トポス
数学において、 ∞-トポス（英語: ∞-topos）は大まかに言って∞-圏であり、その対象はグロタンディーク位相を選択して空間の層のように動作する。言い換えれば、それは外部空間を参照せずに層の本質的な概念を与える。 ∞トポスの典型的な例は、いくつかの位相空間上の空間の層の∞圏である。しかし、この概念はより柔軟である。たとえば、あるスキームのエタール層の∞圏は、位相空間の層の∞圏ではありませんが、それでも∞トポスである。
正確には、ルリーの高次トポス理論では、∞-トポスは∞-圏Xとして定義され 、小さな∞-圏Cと、 C上の空間の前層の∞-圏からの左完全関手がXに存在する。 Lurie定理は、通常のトポス理論におけるジラードの公理の∞圏バージョンを満たす場合にのみ、∞圏が∞トポスであると述べている。 「トポス」は、位相空間上の集合の束の圏のように動作する圏である。類推して、∞-トポスのルリーの定義と特性化の定理は、∞-トポスは空間の束の圏のように振る舞う∞-カテゴリーであるとする。

## 参照
- ホモトピー仮説
- ∞-亜群
- 単体的集合
- Kan複体

1. ↑  Lurie 2009, Definition 6.1.0.4.
2. ↑  Lurie 2009, Theorem 6.1.0.6.

- スペクトル代数幾何学-チャールズ・レズク